# Jonathon Rendina
H. Jonathon Rendina es un psicólogo social y sanitario estadounidense. Es profesor adjunto de Psicología en Hunter College y director del  Applied Intersectionality & Minority Stress Lab (Laboratorio de Interseccionalidad y Estrés de las Minorías Aplicadas) (AIMS Lab) en el Consorcio de Investigación en Salud PRIDE. Su investigación se centra en las interseccionalidades del estrés de las minorías sexuales, las disparidades de salud LGBT y el estigma de vivir con VIH.

## Formación
Rendina se licenció en estudios interdisciplinarios con un enfoque en sexualidad y salud y menores en psicología y desarrollo humano y estudios familiares en el Schreyer Honors College de la Universidad Estatal de Pensilvania en 2008. Su tesis se tituló Predictors of high risk sexual behavior among young gay and bisexual males. El director de tesis de Rendina fue Anthony D'Augelli. Hizo una maestría en psicología en el Graduate Center de CUNY en 2012. Su tesis se titulaba  Concealing and revealing: The nature and function of possible selves for HIV status disclosure. En 2013, Rendina completó una maestría en epidemiología y bioestadística en Hunter College y la Escuela de Graduados en Salud Pública y Políticas de Salud de CUNY. Su tesis se titulaba  Stigma and sexual compulsivity in a community-based sample of HIV-Positive Gay and Bisexual men. Hizo un doctorado en psicología social básica y aplicada en 2014 en el Graduate Center, CUNY. Su tesis se titulaba  Hot and bothered: the role of arousal and rejection sensitivity in dual process sexual decision making for gay and bisexual men. Su director de tesis fue Sarit Golub.

## Carrera
Rendina se unió al Hunter College en 2016 como miembro del cuerpo docente a tiempo completo. Es profesor adjunto de psicología en Hunter College y director del Laboratorio AIMS, que forma parte del Consorcio de Investigación en Salud PRIDE. En 2017, se convirtió en el investigador principal de una subvención de los NIH de 3,6 millones de dólares para estudiar el estigma y los resultados de salud relacionados con el VIH. Entre los otros investigadores que colaboraron en el proyecto cabe mencionar a Sarah Feldstein Ewing. El laboratorio de Rendina estudia las interseccionalidades en el estrés de las minorías sexuales, las disparidades de salud LGBT y el estigma de vivir con VIH.
Rendina es gay.